# Stigme
Stigme ali Kristusove rane so posebne telesne rane, ki spominjajo na rane, ki jih je dobil Jezus Kristus ob svojem trpljenju.
Izraz stigma izvira iz grščine (starogrško στίγμα) in pomeni znamenje. Pogosto se uporablja tudi grško množino: starogrško στίγματα [stigmata] = znamenja.
Izraz stigme oziroma znamenja se v verskem smislu prvič pojavlja v Pavlovem pismu Galačanom: »Jaz namreč nosim Jezusova znamenja na svojem telesu.« (Gal 6,17)
Človek, ki ima na svojem telesu stigme, se imenuje stigmatik.

## Opis stigem
Stigme so po navadi krvaveče rane, ki se ne zacelijo. Njihov nastanek verniki pogosto pripisujejo čudežu. Stigme spominjajo na rane, ki jih je dobil Jezus Kristus med mučenjem:
- najpogostejše so rane na dlaneh in stopalih (kar naj bi ustrezalo sledovom žebljev na Jezusovem telesu);
- pogoste so tudi rane na glavi, zlasti na čelu (kar naj bi ustrezalo sledovom trnove krone na Jezusovem telesu);
- še kar pogoste so rane na prsnem košu (kar naj bi ustrezalo prebadanju s sulico);
- precej bolj redke so rane, ki bi ustrezale sledovom bičanja, boksanja (pretepanja), brcanja ali nošenja križa.

Omeniti velja, da so stigme marsikdaj na napačnih mestih (npr.: rane žebljev sredi dlani namesto v zapestju - glej: križanje) ali napačne oblike (npr.: rane v obliki križcev) in tako ne ustrezajo podobi resničnih Jezusovih ran. Nekateri verniki jim kljub temu pripisujejo velik verski pomen - zlasti v Rimskokatoliški Cerkvi.

## Znani stigmatiki
- blažena Kristina iz Stommelna
- blažena Ana Katarina Emmerich
- sveta Favstina Kovalska
- sveti Frančišek Asiški - prvi znani in uradno zabeležen stigmatik
- sveta Gema Galgani
- sveti Janez od Boga
- sveta Katarina de Ricci
- sveta Katarina Sienska
- sveta Marija od Učlovečenja
- sveti Pij iz Pietrelcine
- sveta Rita
- sveta Veronika Giuliani
- Magdalena Gornik
- Zlatko Sudac

Med ljudmi s stigmami so bili tudi goljufi. Med Slovenci je bil posebej znan primer Vodiške Johance, katere prevara je bila odkrita.